# Wysoka (Pasmo Lesistej)
Wysoka (808 m n.p.m.) – szczyt w Masywie Dzikowca i Lesistej Wielkiej, w północno-zachodniej części Gór Kamiennych, położonej między przełomową doliną Ścinawki na wschodzie i doliną Grzędzkiego Potoku na zachodzie. Kulminacja ta, wraz z pobliskim Stachoniem), tworzy wyraźny grzbiet, odchodzący na południe od Lesistej Wielkiej.
Ze szczytu rozciąga się niemal dookolna panorama na dalszą część Masywu Lesistej, garb Dzikowca i kulminacje Gór Suchych oraz w oddali Góry Sowie, Broumovské stěny w czeskich Górach Stołowych; Góry Wałbrzyskie z Chełmcem i Trójgarbem; Rudawy Janowickie, Karkonosze, Góry Krucze oraz Wzgórza Bramy Lubawskiej.
Wysoka leży na terenie Parku Krajobrazowego Sudetów Wałbrzyskich.